# De pompenplanters
De pompenplanters is het honderdtweeëndertigste stripverhaal uit de reeks van Suske en Wiske. Het is geschreven en getekend door Paul Geerts. Het werd gepubliceerd in De Standaard en Het Nieuwsblad van 9 februari 1979 tot en met 22 juni 1979. De eerste albumuitgave in de Vierkleurenreeks was in november 1979, met nummer 176.

## Locaties
- Bolivië met Tjikatjikaboem, zwarte vlek in het oerwoud, Huayna Potosí, Titicacameer, ruïnes van de oude tempel van de machtige Incagod Titaco

## Personages
- Suske, Wiske met Schanulleke, tante Sidonia, Lambik, Jerom, professor Barabas, Pedro (revolutionair) en zijn vader en stiefmoeder, dorpelingen, Paz, expeditieleden, jongetje dat stickers verkoopt

## Uitvindingen
- de gyronef, radiozenders

## Het verhaal
Het is het jaar van het kind. Lambik wil kinderen fotograferen en komt Jerom tegen, die op reis gaat in verband met zijn werk voor Unicef. Jerom gaat waterpompen plaatsen en gaat harde granietlagen doorbreken voor de organisatie. Als ze samen oplopen, horen ze een vreemd gebrom. Alle motoren in de omgeving vallen uit. Er komt een onbekend object overvliegen, waarna de motoren weer aanslaan. Suske en Wiske halen hun vrienden op. OP de tv zien ze dat ook alle elektriciteit op onverklaarbare wijze kortstondig is uitgevallen. Er schijnt bovendien een UFO in Bolivië geland te zijn. Lambik wil deze UFO fotograferen en de vrienden besluiten gezamenlijk naar Bolivië af te reizen. Tante Sidonia blijft thuis achter. 
Professor Barabas zal met de gyronef pompen naar Bolivië brengen. Hij heeft zijn vrienden een sterke zender meegegeven zodat ze contact kunnen houden. In Bolivië ontmoeten ze Pedro, die de vrienden naar zijn stiefmoeder en vader brengt. Het echtpaar heeft ruzie om de kinderen. De vader wil dat zijn kinderen naar school gaan, maar de moeder is ziek en heeft hen nodig om water te halen. Lambik waarschuwt professor Barabas en de vrienden helpen de bevolking, die ziek is geworden door het drinken van besmet water.
Professor Barabas stort met de gyronef neer aan de noordelijke zijde van de Huayna Potosî, in de eeuwig besneeuwde bergtoppen. Hij waarschuwt zijn vrienden via de zender. De vrienden gaan op pad om de professor te helpen. Suske valt in een metersdiepe tunnel, maar raakt niet gewond. Dan horen ze een noodkreet van de professor. Als de vrienden nog hoger op de berg komen, wordt het erg warm. Desondanks smelten sneeuw en ijs niet bij deze temperatuur. Als Lambik bij de gyronef aankomt, blijkt dat professor Barabas ook is gered en gezelschap kreeg van een meisje genaamd Paz. De gyronef wordt op een mysterieuze manier weer hersteld. 
De vrienden zien een grote zwarte plek in het oerwoud en Wiske denkt dat de UFO daar is geland. Ze zien ook een expeditie die op weg is naar de plek. Ze vliegen door naar Tjikatjikaboem, om de waterpompen te planten. Ook de omliggende dorpen worden van een waterpomp voorzien. Dan ontdekt Lambik een scheur in de gyronef waardoorheen de benzine weggelopen is.
Lambik besluit de expeditieleden om benzine te vragen en gaat alleen het oerwoud in. Hij verzorgt een gewonde lama en schuilt samen met het dier voor een enorme regenbui. Lambik wordt ontdekt door de expeditieleden, die zijn camera vernielen. De lama helpt Lambik ontsnappen, maar dan komt Lambik tussen twee aanstormende auto’s terecht. Lambik hoort de botsing, maar raakt niet gewond. Als hij zijn ogen opendoet, ziet hij Paz. Samen met het meisje gaat Lambik naar Tjikatjikaboem en vertelt zijn vrienden dat hij heeft gezien dat de expeditie zware machines en pijpleidingen aanlegt bij de zwarte vlek in het oerwoud. 
De volgende ochtend ontdekken de dorpelingen dat de pompen gestolen zijn en de kinderen vertrekken weer om water te halen. Lambik wil dat de dorpelingen in opstand komen en de pompen terug zullen halen van de expeditieleden. Dan horen de vrienden dat de kinderen zijn ontvoerd door de expeditieleden en ze besluiten de kinderen te bevrijden. Paz zegt dat ze hiervoor zullen worden beloond en gaat samen met de vrienden op weg om de kinderen te zoeken. Ze gaan met papyrusbootjes over het Titicacameer en zien aan de andere oever gewapende mannen. Ze gaan verder richting de kloof en zien dat deze bewaakt wordt door inlanders. Paz vermomt zich als demon en geeft de vrienden ook een vermomming. De bewakers worden verjaagd en de vrienden bereiken de zwarte vlek. Ze zien dat de kinderen de gestolen pompen moeten bedienen en het terrein wordt bewaakt door gewapende mannen. Paz krijgt een kleine zender van Lambik en laat zich vrijwillig gevangennemen.
Paz wordt naar de ruïnes van de oude tempel gebracht en offert voor de machtige Incagod Titaco, waarna de pompen uit zichzelf gaan pompen. Paz moet blijven om elke dag een offer te brengen aan de Incagod en de kinderen worden vrijgelaten. Paz neemt contact op via de zender en vertelt dat het opgepompte slib van de zwarte vlek via slangen in een grote machine wordt gestuwd. Dan neemt professor Barabas contact op met Lambik, hij vertelt dat met het slib diamant kan worden gemaakt door er water aan toe te voegen. De vrienden snappen nu waarom de pompen zijn gestolen en ze bevrijden Paz. Lambik dringt de kantine binnen, maar wordt door de expeditieleden overmeesterd. Dan verschijnt er een gek licht en de UFO arriveert opnieuw, Paz wordt door een geheimzinnige straal het ruimteschip binnengezogen. Als het luik weer opengaat, verschijnt Paz in een ruimtepak en vertelt dat ze op een planeet ver buiten dit planetenstelsel wonen. Ze onderzoeken de aarde al een lange tijd en ze waarschuwt dat er nog veel onrecht op de aarde heerst. Ze wil dat er aan de onverschilligheid van de massa een einde komt en dat de mensen in opstand komen tegen de vernietiging van voedsel om prijzen in stand te houden. 
De UFO vertrekt en de vrienden planten de pompen opnieuw in de dorpen. De diamanten die gemaakt zijn door de bende worden aan Unicef geschonken. De vrienden vliegen hierna met de gyronef terug naar huis. Thuis vertelt Jerom dat hij tienduizend pompen met de hand heeft geplant.

## Trivia
Het verhaal is ook in het Engels uitgegeven in de Bob & Bobette-reeks (The Plunderers).